# Коуделка, Зденек
Зденек Коуделка (чеш. Zdeněk Koudelka; род. 9 мая 1969, Босковице, Чехословакия) — чешский моравский юрист и социал-демократический политик.
В 1993 году окончил юридический факультет Университета имени Масарика в городе Брно. С 1992 г. работает там же на кафедре конституционного права и политологии, с 2009 г. доцент.
В 1996—2006 гг., кроме работы на кафедре, занимался также адвокатской деятельностью.
В 1999—2006 гг. депутат Палаты депутатов Парламента Чешской Республики.
B 2006—2014 г. прокурор Генеральной прокуратуры, в 2006—2011 гг. заместитель генерального прокурора Чешской республики и  в 2011—2014 г. заместитель директора Академии юстиции в Кромержиже.
B 2014-2018 г. ректор ВУЗ Карла Енглиша Брно.
B 2010-14 г. член редакционных коллегий журнала Journal on Legal and Economic Issues of Central Europe (Журнал о правовых и экономических проблемах Средней Европы), в 2010-12 журнала Journal of Criminal Law and Public Prosecution (Журнал об уголовном праве и прокуратуре), в 2011-18 г. журнала Pro Bono Publico (Про боно публико — Для общественного блага) и с 2012 г. журнала Russian Law (Российское право).